# Svartåmynningen
Svartåmynningen är ett naturreservat som ligger vid Svartåns mynning i sjön Roxen, i Östergötland. Området ingår i EU:s nätverk för värdefull natur, Natura 2000.
I reservatet finns vidsträckta strandängar på ömse sidor om åmynningen. Tack vare att strandängarna hävdas med kreatursbete och slåtter, finns här ett mycket rikt fågelliv. Här häckar arter som tofsvipa, rödbena, gulärla och ängspiplärka. Av lite ovanligare häckande arter kan nämnas rödspov, som här har sin nordligaste häckningsplats i Sverige. Utöver dessa är reservatet känd för sina stora mängder arktiska vadare som under hösten och våren rastar på bankar som framstår vid lågvatten. Även floran är rik med sällsynta arter som strandbräsma, strandviol och kasgräs. 
I reservatet finns flera fågeltorn, från vilka man kan uppleva fågellivet på de vidsträckta strandängarna. Besöksområdet nås lätt via en skyltad avfart några kilometer norr om Linköping, från vägen mellan Linköping och Vreta Kloster.
Reservatet förvaltas av Länsstyrelsen Östergötland.